# Elisabeth Langgässer

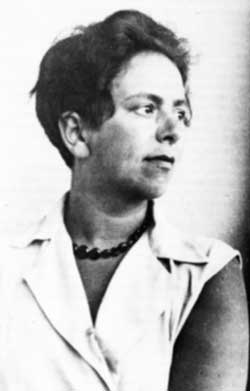
Elisabeth Langgässer (1932)

Elisabeth Langgässer (* 23. Februar 1899 in Alzey; † 25. Juli 1950 in Karlsruhe) war eine deutsche Schriftstellerin. Elisabeth Langgässer gehörte zu den christlich orientierten Schriftstellerinnen des 20. Jahrhunderts. Eines ihrer Hauptthemen war der Konflikt zwischen dem satanischen triebhaften Leben und dem Göttlichen. Sie stand damit in der Tradition der christlichen Mystikerinnen. Bekannt wurde Langgässer vor allem durch ihre Lyrik sowie ihre Erzählungen und Kurzgeschichten.

## Leben

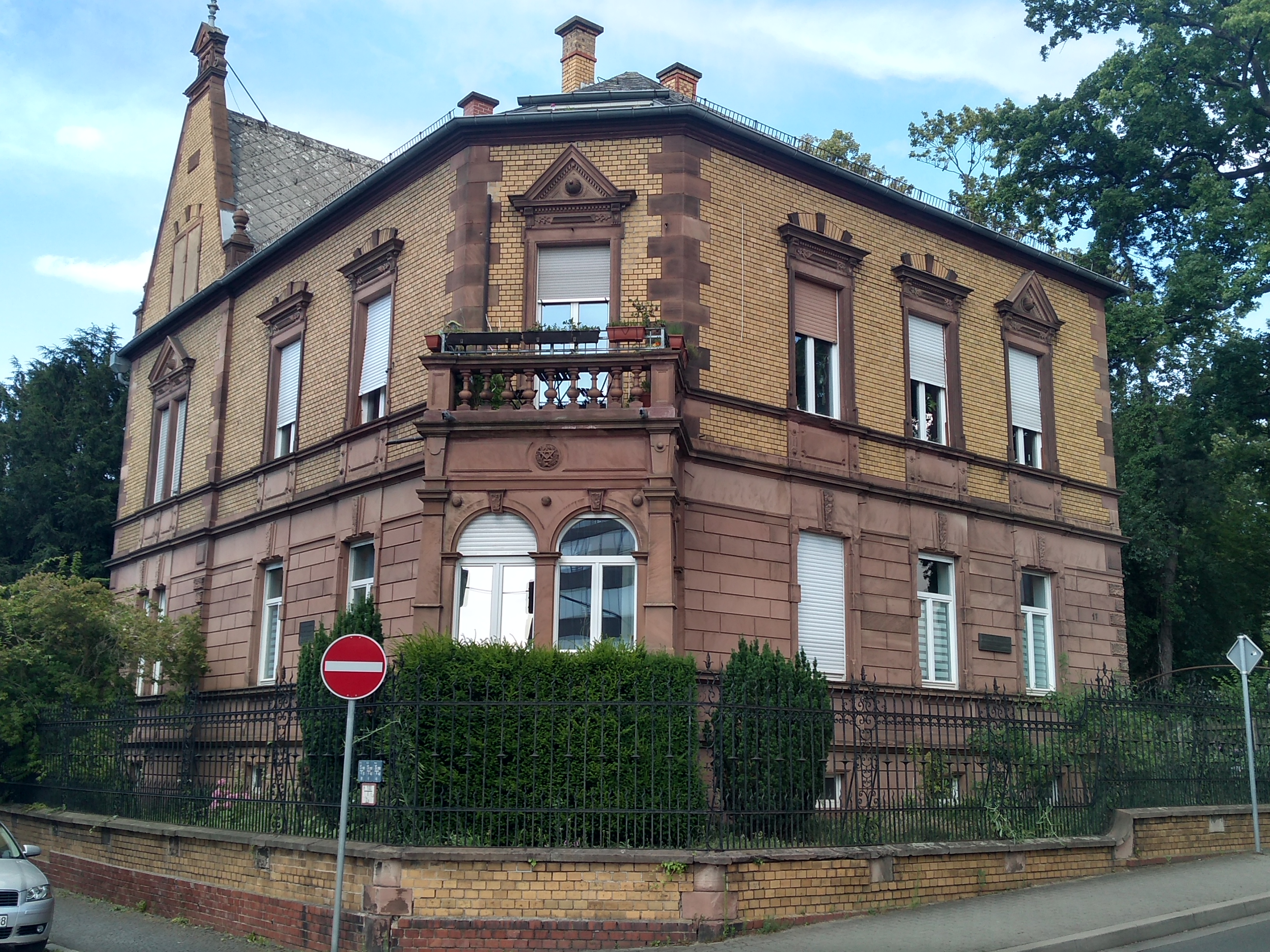
Das Geburtshaus von Elisabeth Langgässer in Alzey

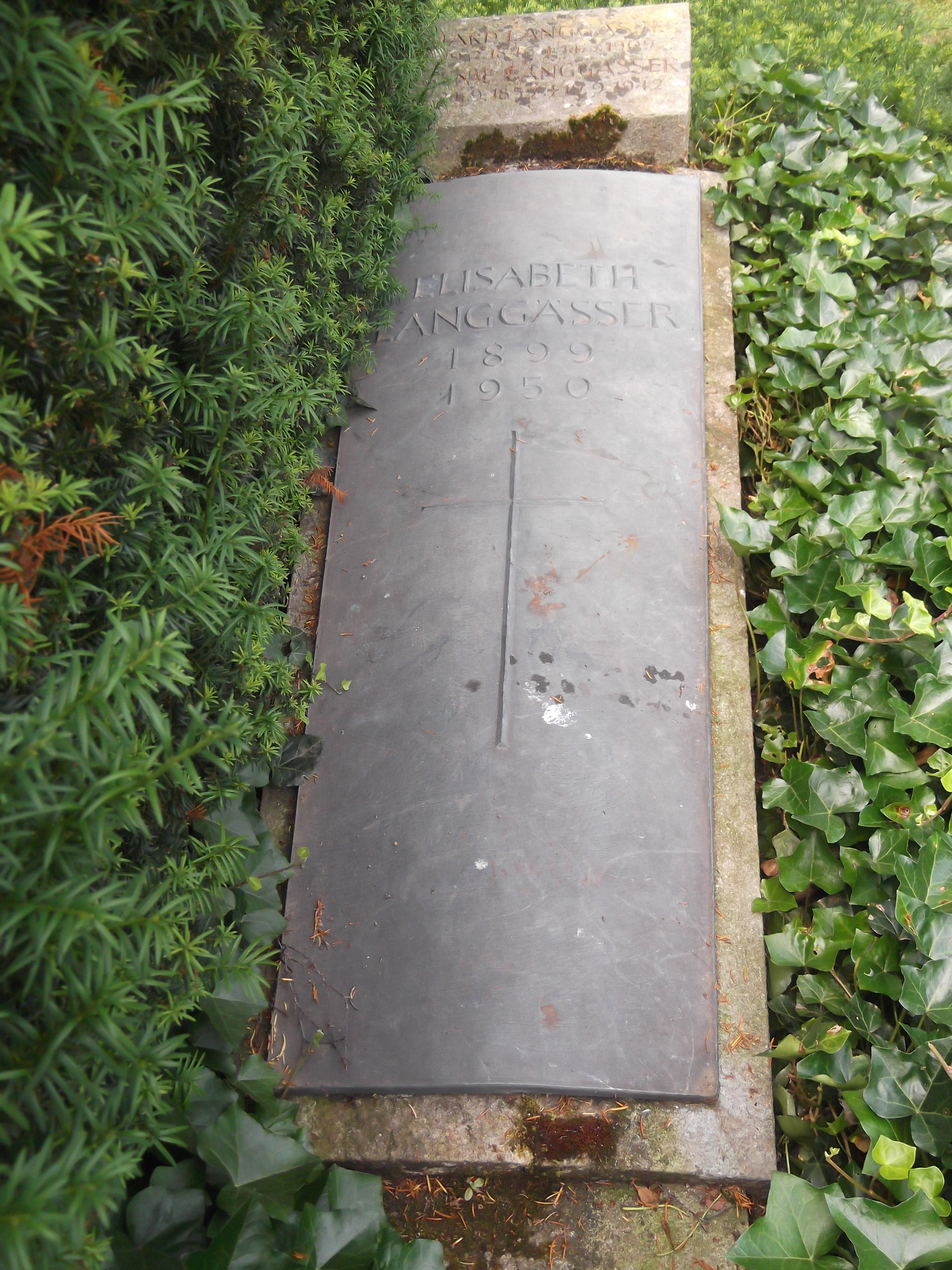
Grab von Elisabeth Langgässer auf dem Alten Friedhof in Darmstadt

Elisabeth Langgässer war die Tochter des katholischen Baurats jüdischer Herkunft Eduard Langgässer und dessen Ehefrau Eugenie, geb. Dienst. 1909 zog die Familie von Alzey nach Darmstadt, wo Elisabeth ab dem 5. Juli 1909 die Viktoriaschule besuchte, eine höhere Mädchenschule mit angeschlossenem Lehrerinnenseminar. Von 1919 bis 1928 arbeitete sie als Volksschullehrerin in Steinheim am Main, Seligenstadt und Griesheim. 1924 erschien ihr erster Gedichtband Der Wendekreis des Lammes. Am 1. Januar 1929 gebar sie als ledige Mutter ihre Tochter Cordelia, deren Vater der Staatsrechtler Hermann Heller war. Im Frühjahr übersiedelte sie nach Berlin, wo sie erneut im Lehrberuf tätig wurde.

### Tätigkeit als Schriftstellerin
Ab 1931 arbeitete Langgässer als freie Schriftstellerin und schrieb unter anderem Hörspiele für die Funk-Stunde Berlin. Nach der „Machtergreifung“ der Nationalsozialisten wählte sie bei der letzten freien Wahl im März 1933 Adolf Hitler. Im selben Jahr war sie zusammen mit Ina Seidel Herausgeberin von Frauengedichten der Gegenwart. 1935 konnte sie noch ihre Tierkreisgedichte publizieren, ebenso wie 1936 ihren Roman Der Gang durch das Ried. Im Juli 1935 heiratete sie den Redakteur Wilhelm Hoffmann, der kurz darauf wegen seiner Heirat mit einer nach den rassistischen Nürnberger Gesetzen als „Halbjüdin“ eingestuften Frau seine Stellung verlor. Das Ehepaar hatte drei Töchter: Annette, Barbara und Franziska.

### Verfolgung in der Hitler-Diktatur
1936 wurde Elisabeth Langgässer als „Halbjüdin“ aus der Reichsschrifttumskammer ausgeschlossen. Damit unterlag sie einem Publikationsverbot, an das sie sich jedoch nicht hielt. 1938 brachte der Salzburger Verleger Otto Müller kurz vor dem „Anschluss“ Österreichs an das Deutsche Reich Langgässers Rettung am Rhein heraus. Anschließend begann sie heimlich mit der Arbeit an ihrem bekanntesten Werk, dem Roman Das unauslöschliche Siegel.
Im Zweiten Weltkrieg musste sie ab 1942 Zwangsarbeit in einer Munitionsfabrik leisten. In diesem Jahr zeigten sich erste Anzeichen von Multipler Sklerose. Ihre Tochter Cordelia, die nach den Nürnberger Gesetzen als „Volljüdin“ galt, erhielt zwar 1943 durch Adoption die spanische Staatsbürgerschaft, durfte aber nicht ausreisen, sondern wurde 1944 nach Theresienstadt und anschließend in das Vernichtungslager Auschwitz deportiert. Die Gestapo soll der Familie die Wahl gestellt haben, entweder die Mutter oder die Tochter ins KZ zu bringen, und Cordelia soll dem Druck der Mutter nachgegeben haben. Cordelia überlebte und wurde 1945 mit einem „Weißen Bus“ nach Schweden gebracht.

### Nachkriegszeit
1945, nach dem Ende des Zweiten Weltkriegs, konnte Elisabeth Langgässer den Roman Das unauslöschliche Siegel abschließen. Im selben Jahr zeigten sich erneut Anzeichen ihrer Multiple-Sklerose-Erkrankung. 1946 erhielt sie erstmals Nachrichten ihrer Tochter Cordelia Edvardson, die den Holocaust überlebt hatte, aus Schweden. 1947 sprach sie auf dem Ersten Deutschen Schriftstellerkongress. 1948 übersiedelte Elisabeth Langgässer nach Rheinzabern und publizierte ihre Kurzgeschichtensammlung Der Torso. Im März 1950 wurde sie in die Mainzer Akademie der Wissenschaften und der Literatur aufgenommen.

### Tod
Seit Ende Juni von einem neuen Schub der Multiplen Sklerose ans Bett gefesselt, starb sie schließlich am 25. Juli 1950 nach zehntägigem Koma im Karlsruher St. Vinzenz-Krankenhaus. Sie wurde auf dem Alten Friedhof in Darmstadt bestattet (Grabstelle: IV C 92).
Ihr letzter Roman Märkische Argonautenfahrt erschien erst einige Monate nach ihrem Tod.

## Zum Werk
Nach 1945 galt Langgässer als typische Vertreterin der deutschen Nachkriegsliteratur. Als Verfolgte des Nationalsozialismus schrieb sie in einem (je nach Betrachtung) Pessimismus oder Realismus, der die Shoa immer im Hintergrund, oft auch als Thema hatte. Dabei sparte sie nicht an Kritik an den Schriftstellern der sogenannten Inneren Emigration und ihrer eigenen Haltung während der NS-Zeit, die sie als „Tändeln mit Blumen und Blümchen über dem scheußlichen, weit geöffneten, aber eben mit diesen Blümchen überdeckten Abgrund der Massengräber“ bezeichnete.
In jüngerer Zeit deutet sich eine Neubewertung an. Während in der Rezeption nach dem Krieg ihre auch damals neu erschienenen Werke und deren Inhalt im Fokus der Aufmerksamkeit standen, werden nun ihre frühen Schriften unter dem Aspekt ihrer formalen Modernität wiedergelesen: „Von allen deutschsprachigen Autorinnen und Autoren, die sich innerhalb der 1930er Jahre magisch-realistischer Textverfahren bedienen, ist Langgässer die ‚avantgardistischste‘.“

## Verhältnis der Tochter Cordelia Edvardson zu ihrer Mutter
1949 besuchte Cordelia Edvardson ihre Mutter und deren Familie in Rheinzabern, dort sahen sich beide zum letzten Mal.
1986 erschien Edvardsons Lebensbericht „Gebranntes Kind sucht das Feuer“, zunächst in Schweden. Edvardson spiegelt die problematische Mutter-uneheliche-Tochter-Beziehung zwar in der politischen Situation Deutschlands unter Hitler und den Rassegesetzen, unterscheidet aber radikal zwischen den beiden Szenarien. Langgässer geriet darauf in die Schlagzeilen; die „fromme Legende von der politisch untadeligen Schriftstellerin Langgässer schien nach Veröffentlichung dieses Buches ein für alle Mal zerstört.“ Langgässer wurde vorgeworfen, sie habe sich an ihrer unehelichen Tochter schuldig gemacht. Dazu beigetragen haben sicherlich Langgässers antisemitische Äußerungen „und schließlich der schier unglaubliche Narzissmus, mit dem sie die kranke Tochter in Schweden bedrängt, die Bitten, Pakete mit speziellem Tabak, Kosmetika, speziellen Schuhen oder Geschenken für die Familie nach Berlin zu schicken (sowie) der Umstand, dass sie noch 1946 die Leiden Cordelias in Auschwitz (als) ‚eine Schule der Menschlichkeit, wie sie grösser und erhabener überhaupt nicht gedacht werden kann‘“, bezeichnete.
Aber klar ist, Langgässer hat die Tochter nicht nach Theresienstadt und Auschwitz geschickt. „Cordelia Edvardson selbst zeigt sich irritiert darüber, dass LeserInnen ihrer autobiographischen Texte ihre Mutter für ihre Deportation verantwortlich machen und sie etwa bei ihren Vortragsreisen durch Deutschland immer wieder gefragt wird, ob sie denn ihre Mutter hasse. Sie weist wiederholt darauf hin, dass das politische System und nicht die Mutter anzuklagen sei.“

## Ehrungen

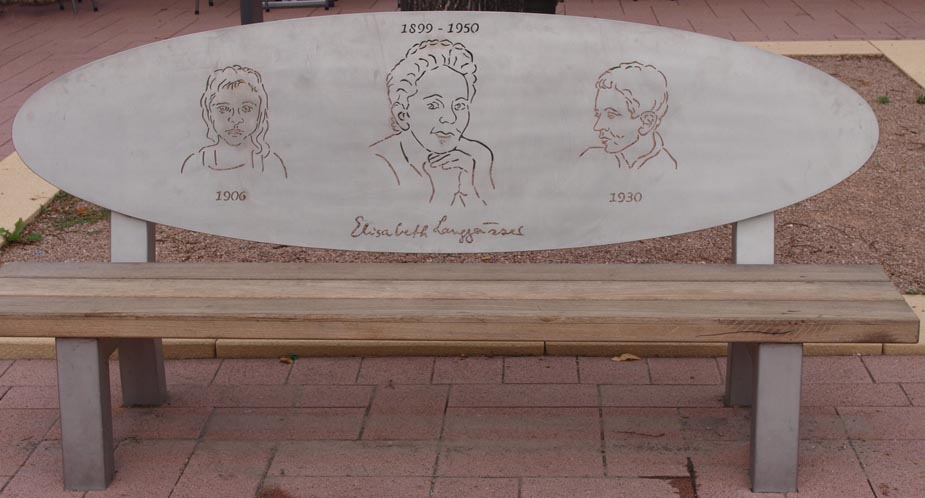
Langgässer-Bank in Alzey

In ihrem Todesjahr 1950 wurde ihr postum der Georg-Büchner-Preis der Deutschen Akademie für Sprache und Dichtung zugedacht, die sie im Jahr zuvor (zusammen mit 48 anderen Schriftstellerinnen und Schriftstellern, darunter Adolf Grimme, Erich Kästner und Marie Luise Kaschnitz) mitbegründet hatte. Der nach ihr benannte Elisabeth-Langgässer-Literaturpreis wird seit 1988 alle drei Jahre von der Stadt Alzey vergeben. Seit 1991 trägt auch das Gymnasium an der Frankenstraße in Alzey ihren Namen.
1999 wurde ein ICE auf ihren Namen getauft, welches auch Thema eines Sonderstempel der Post vom 30. Mai 1999 in Mainz war.
In Langgässers Geburtsstadt Alzey wurde zur Erinnerung eine Bank aufgestellt, die ihr Konterfei in drei Lebensphasen zeigt. In Darmstadt, wo sie begraben liegt, ist im Stadtteil Bessungen der Langgässerweg nach ihr benannt, ebenso wie der Elisabeth-Langgässer-Weg in Köln und die Elisabeth-Langgässer-Straße in Rheinzabern.

## Werke
- Der Wendekreis des Lammes (Lyrik), 1924.
- Proserpina (Erzählung), 1932.[16] Neuausgabe Hofenberg, Berlin 2022, ISBN 978-3-7437-4342-7
- Grenze. Besetzes Gebiet, Ballade eines Landes. Die Erstausgabe von 1932 erschien im Morgenland-Verlag von Rahel Bin-Gorion und deren Sohn Emanuel Bin-Gorion, eine Neuauflage im Elsinor Verlag, Coesfeld 2023, ISBN 978-3-942788-76-2.[17] Das Buch vermittelt einen anschaulichen Einblick in das Leben im Jahr 1923 unter französischer Besatzung im Mainzer Brückenkopf.
- Triptychon des Teufels - Ein Buch von dem Hass, dem Börsenspiel und der Unzucht, W. Jess, Dresden 1932. Neuausgabe Hofenberg, Berlin 2021, ISBN 978-3-7437-4092-1
- Die Tierkreisgedichte (Lyrik), 1935.
- Der Gang durch das Ried (Roman), 1936.[18] Neuausgabe Hofenberg, Berlin 2023, ISBN 978-3-7437-4640-4
- Rettung am Rhein. Drei Schicksalsläufe, 1938.
- Das unauslöschliche Siegel (Roman), Claassen&Goverts, Hamburg 1946. (Hier thematisiert sie das Schicksal ihres jüdischen Vaters, der sich taufen ließ.)
  - als dtv-Taschenbuch: München 1989, ISBN 3-423-11116-X.
  - Neuausgabe Hofenberg, Berlin 2023, ISBN 978-3-7437-4658-9
- Der Laubmann und die Rose (Lyrik), 1947.
- Der Torso (Kurzgeschichten), 1947. Neuausgabe Hofenberg, Berlin 2021, ISBN 978-3-7437-4120-1
  - Untergetaucht
  - Glück haben
  - Saisonbeginn
  - Nichts Neues
- Das Labyrinth (Kurzgeschichten), 1949.
- Märkische Argonautenfahrt (Roman), 1950.
- Gesammelte Werke (5 Bände), postum 1959–64
- Ausgewählte Erzählungen, postum 1984, Claassen, ISBN 3-546-45837-0.